# Erythroxylum stipulosum
Erythroxylum stipulosum är en tvåhjärtbladig växtart som beskrevs av T. Plowman. Erythroxylum stipulosum ingår i släktet Erythroxylum och familjen Erythroxylaceae. Inga underarter finns listade i Catalogue of Life.